# Cuvânt propoziție
Cuvântul propoziție este un cuvânt care poate constitui singur un enunț, îndeplinind din punct de vedere semantic rolul unei propoziții fără a fi un verb.
În gramatici ale unor limbi precum franceza sau maghiara, noțiunea de cuvânt propoziție cuprinde, dintre părțile de vorbire luate în seamă de gramaticile tradiționale ale limbii române, clasa interjecției și parțial clasa adverbului. După unele gramatici, mai cuprinde și clasa numită a modalizatorului.

## Caracteristicile cuvântului propoziție
- Din punct de vedere semantic, cuvântul propoziție nu are conținut noțional sau doar se referă indirect la un asemenea conținut[4], având numai sens pragmatic sau modal[5].
- Din punct de vedere morfologic este în general invariabil[3][5].
- Din punct de vedere sintactic, de regulă nu poate avea compliniri și formează o propoziție neanalizabilă independentă[5] sau făcând parte dintr-o frază[4][6].

Unele gramatici franceze extind noțiunea de cuvânt propoziție la cea de locuțiune propoziție (fr  locution-phrase), formată din cuvinte cărora nu li se poate atribui vreo funcție gramaticală. Exemple: Au revoir „La revedere”, À quoi bon ? „La ce bun?”
Noțiunea de cuvânt propoziție a apărut cu denumirea de „holofrază” (en  holophrase) la psihologii care se ocupă de primele faze ale învățării limbii materne de către copiii mici. Așa se numesc enunțurile dintr-un singur cuvânt ale copiilor, precum en  daddy „tati”, more „mai”, there „acolo”. De exemplu daddy poate însemna „Acolo e tata”. Unii autori consideră că acestea nu ar fi cuvinte propoziții, ci propoziții reduse, eliptice, în care cuvântul este partea esențială, iar restul este exprimat prin mijloace extralingvistice: gesturi, mimică etc.

## Tipuri de cuvinte propoziții
Considerarea morfologică și sintactică a cuvintelor propoziții fiind disputată, există mai multe clasificări ale acestora.

### În gramatici ale limbii franceze
Gramatica limbii franceze Grevisse și Goosse 2007 clasifică cuvintele propoziții din două puncte de vedere.
Dintr-un punct de vedere, deosebește pe de o parte cuvinte și locuțiuni propoziții esențiale, care apar numai ca atare, de exemplu Allô ! „Alo!”, O.K., Adieu ! „Adio!”, Tant pis „Nu-i nimic”. Pe de altă parte există cuvinte și locuțiuni propoziții ocazionale, care există și în calitate de cuvinte/locuțiuni obișnuite. Acestea se deosebesc de folosirea lor originară prin unele trăsături semantice, fonetice, morfologice, sintactice și/sau pragmatice:
- Unele își pierd sensul inițial. De exmplu, cuvântul flûte „flaut, fluier” în exclamația Flûte ! înseamnă „Fir-ar!”, „La naiba!” A devenit locuțiune propoziție de pildă Fouette, cocher ! „Dă-i bice!”, care la origine era o propoziție propriu-zisă adresată vizitiilor.
- Unele se deosebesc prin pronunțare de cuvântul din care provin. Un exemplu este Soit ! (pronunțat [swat]) „Fie!”, cuvânt propoziție ce exprimă o concesie, care vine de la verbul soit [swa] „să fie”.
- Unele își pierd trăsăturile morfologice originare, precum unele verbe la modul imperativ folosite la singular cu persoane cărora vorbitorul li se adresează cu vous „dumneavoastră”, sau la plural, cu destinatar pe care îl tutuiește. Exemplu pentru primul caz: Tiens, vous voilà déjà ! „Ia uite! Ați venit deja!” (sensul lexical al lui Tiens ! este „Ține!”). Un exemplu pentru al doilea caz este un enunț al Micului prinț către scriitor: S’il vous plaît, dessine-moi un mouton ! (în traducerea literară „Te rog… desenează-mi o oaie!”, cuvânt cu cuvânt „Vă rog… desenează-mi o oaie!”) (Antoine de Saint-Exupéry).
- Vorbitorul nu simte cuvântul sau locuțiunea propoziție ca fiind incomplet(ă) sintactic: Chapeau ! „Jos pălăria!”, Au feu ! „Arde!” (strigăt după ajutor).
- Cuvântul sau locuțiunea propoziție poate fi o formulă în situația de comunicare dată: Pardon „Scuze”, À vos souhaits ! „Sănătate!, „Noroc!” (când destinatarul strănută).

Exemplul din urmă este o excepție de la caracteristica cuvântului propoziție de a avea formă invariabilă, fiind À tes souhaits !, dacă vorbitorul îl tutuiește pe destinatar.
Din alt punct de vedere, Grevisse și Goosse 2007 împarte cuvintele și locuțiunile propoziții în obiective, subiective și sugestive.
Consideră cuvinte propoziții obiective cele prin care vorbitorul stabilește un contact cu destinatarul (ex. Allô !), îi răspunde pozitiv sau negativ (Oui „Da”, Non „Nu”), îl salută (Bonjour „Bună ziua”, Au revoir), îl face să facă ceva (Stop !), îl aprobă (Bravo !) etc. Adaugă aici și ceea ce numește adverbes de phrase „adverbe propoziționale”, cunoscute în alte gramatici cu denumirea de modalizator: certes „desigur”, peut-être „poate”, à coup sûr „în mod sigur” etc.
Cuvintele propoziții subiective exprimă senzații sau sentimente și nu au totdeauna destinatar. Câteva categorii ale acestora sunt:
- cuvinte numite tradițional interjecții, care constituie propoziții exclamative, precum: Aïe ! „Au!”, Ouf ! (exprimarea ușurării), Miam miam ! (reacție la un gust plăcut);
- invocarea unor entități supranaturale: Ciel ! „Cerule!”, Mon Dieu ! „Dumnezeule!”;
- înjurături: Nom de Dieu ! (literal „Nume al lui Dumnezeu!”), întărit prin dublare Nom de Dieu de nom de Dieu !, eufemistic Nom d’une pipe ! (lit. „Nume al unei pipe!”) Nom d’un chien ! (lit. „Nume al unui câine!”), Nom d’un petit bonhomme ! (lit. „Nume al unui omuleț!”), Bon sang de bonsoir ! (lit. „Sânge bun al lui bună seara!”)

Cuvintele propoziții sugestive sugerează evenimente. Ele pot fi articulate (ex. Patatras ! (onomatopee care sugerează o cădere zgomotoasă), sau nearticulate: Vous vous allongez sur le canapé et pffft... le sommeil s’envole „Te culci pe canapea și pffft... somnul își ia zborul” (Jean-Paul Sartre).
După o altă clasificare franceză există cuvinte propoziții afective, categorie în care intră interjecțiile, deci corespund cu cele numite mai sus subiective, și cuvinte propoziții logice. Acestea sunt de două tipuri. Unul este cel al cuvintelor propoziții anaforice, al căror sens este dat de enunțul dinaintea lor. Astfel sunt de exemplu răspunsurile Oui și Non. Celălalt tip este cel al cuvintelor propoziții incomplete, care au compliniri exprimate sau subînțelese. Exemple: Voici à boire „Poftim ceva de băut”, Voilà l’image de la gloire „Iată chipul gloriei” (Victor Hugo).
Această din urmă categorie este o excepție la inexistența complinirilor în cazul cuvintelor propoziții.

### În gramatici ale limbii maghiare
În unele din aceste gramatici, categoria cuvintelor propoziție cuprinde ca părți de vorbire interjecția, onomatopeea (considerată parte de vorbire aparte), modalizatorul și așa-numitul cuvânt propoziție de interacțiune. În altele nu intră aici modalizatorul.

#### Interjecția
Interjecția este o parte de vorbire neflexibilă, folosită de obicei exclamativ, care exprimă o senzație, un sentiment, o stare fizică sau sufletească, o manifestare de voință, un îndemn, o chemare etc. Se caracterizează în general prin lipsa conținutului noțional și prin posibilitatea limitată de a se integra în propoziție.
Interjecția este specifică limbii vorbite, în special registrului de limbă familiar. Sensul ei pragmatic se precizează adesea în vorbire cu ajutorul intonației, al gesturilor și al mimicii.

#### Onomatopeea
Onomatopeea este un cuvânt care, prin elementele sale sonore, imită cu aproximație un sunet sau un zgomot.
Onomatopeele și cuvintele onomatopeice au o motivație naturală, de aceea sunt excepții de la regula conform căreia semnul lingvistic este în general arbitrar, adică nu există legătură între forma sonoră și ceea ce redă.

#### Modalizatorul
Modalizatorul este un „mijloc care permite vorbitorului să-și manifeste felul în care privește propriul său enunț”, un cuvânt sau un grup de cuvinte adverb, respectiv locuțiune adverbială la origine, adică putând îndeplini o funcție sintactică specifică adverbului, dar care în anumite cazuri nu îndeplinește o asemenea funcție, ci una de exprimare a subiectivității vorbitorului, a atitudinii sale, a raportării sale cognitive, afective, volitive la ceea ce spune. Astfel, modalizatorul poate exprima certitudine (desigur, fără îndoială), incertitudine, atenuare (eventual, poate), probabilitate (probabil), întărirea enunțului (bineînțeles), satisfacție, ușurare (din fericire) etc.
Statutul de cuvânt propoziție al modalizatorului este disputat. În gramatica franceză, Grevisse și Goosse 2007 îl consideră cuvânt propoziție. De asemenea Kugler 2000, într-o gramatică maghiară, dar în altă gramatică a acestei limbi, Bokor 2007 nu-l include printre cuvintele propoziții, și nici Kenesei 2006, în altă lucrare despre această limbă.

#### Cuvântul propoziție de interacțiune
Acest tip de cuvânt propoziție are mai multe subtipuri.
Pentru intrarea în contact și întreruperea contactului cu destinatarul se folosesc saluturile la întâlnire, respectiv la despărțire szervusz „salut”, csaó „ciao”, pá „pa”, agyő „adio” etc.
Există cuvinte organizatoare ale conversației, cu diferite funcții:
- Servesc la menținerea contactului între participanții la comunicare prin semnalarea atenției și a înțelegerii cuvinte ca igen(?) „da(?)”, ühüm „îhî”, á, aha.
- Vorbitorul poate ceda cuvântul și prin cuvinte interogative ca … nemde? „… nu-i așa”, … ugye? „… așa-i”, … mi? „… ai?”
- Luarea cuvântului poate fi semnalată prin cuvinte precum apropó, sau hát „păi”.
- Spusele interlocutorului pot fi aprobate sau dezaprobate prin persze „sigur”, na ne „nuuu”, lárifári „da de unde”.
- Există cuvinte de umplutură folosite de vorbitor ca să câștige timp înainte de a lua cuvântul: hát „păi”, hm, szóval „păi”, sau conjuncții folosite cu acest scop: és „și”, vagyis „adică”, tehát „deci” etc.
- În dialoguri se răspunde la întrebări globale cu igen „da”, nem „nu” sau cu unii modalizatori, precum valószínűleg „probabil” etc.

Cuvintele volitive au scopul de a influența comportamentul destinatarului. Astfel sunt jöszte „hai”, addsza „adă-ncoa'”, csitt „șș”, nesze „na” adresate unor persoane, precum și cuvintele de chemare, de conducere și de alungare a unor animale: hess „hâș”, sicc „zât” etc.
Cuvintele prezentative se pot referi la un element al situației de comunicare (Íme a bejárat a könyvtárszobába „Iată intrarea în bibliotecă”), la textul în care apar (Íme néhány példa „Iată câteva exemple”) sau la cunoștințele comune vorbitorului și destinatarului/destinatarilor: Lám, nem hiába alapította Széchenyi az Akadémiát „Iată că nu degeaba a înființat Széchenyi Academia”.
Unele din aceste cuvinte sunt nearticulate: ühüm „îhî” (= da), hm, pszt „pst” (cererea tăcerii).
Constituie o excepție de la invariabilitate forme cu desinență verbală de persoana a II-a plural pentru szervusztok „salut” (către mai mulți destinatari) sau nesztek „na-vă”.

### În gramatici care nu iau în seamă cuvântul propoziție
Asemenea gramatici sunt, de exemplu, cele ale limbilor din diasistemul slav de centru-sud, în care se tratează particula ca parte de vorbire, iar cuvintele care corespund cu cele tratate mai sus sunt incluse în aceasta, de exemplu da „da”, ne „nu”, možda „poate”, pa „păi”.
Gramaticile tradiționale ale limbii române nu iau în seamă nici cuvântul propoziție, nici particula ca părți de vorbire, dar menționează că unele adverbe și locuțiuni adverbiale nu exprimă părți de propoziție, ci constituie propoziții neanalizabile, de exemplu da, nu, ba da, nicidecum. Interjecțiile și onomatopeele (incluse printre interjecții) pot de asemenea constitui astfel de propoziții, de exemplu ah, vai, au. Totodată se distinge așa-numitul predicat interjecțional, folosit singur sau cu compliniri: Iată casa!, El țuști în apă, Bravo lui, Na-ți cartea, Hai cu noi!, Cioc în ușă.